# Долгие Бороди
До̀лгие Бо̀роди (на руски: Долгие Бороды) е село в северозападна Русия, част от Валдайски район на Новгородска област. Населението му е около 127 души (2010).
Разположено е на 209 метра надморска височина на Валдайското възвишение, на северния бряг на Валдайското езеро и на 130 километра югоизточно от Велики Новгород. През 1934 година край селото е изградена правителствена резиденция, която се използва и в наши дни от президента на Русия.

## Известни личности
Починали в Долгие Бороди
- Андрей Жданов (1896 – 1948), политик